# Майоров, Владимир Иванович
Влади́мир Ива́нович Майо́ров (род. 7 января 1955) — советский и российский учёный-юрист, специалист по административному праву, доктор юридических наук, профессор, генерал-майор милиции в отставке, почётный сотрудник МВД, профессор кафедры административной деятельности органов внутренних дел Тюменского института повышения квалификации сотрудников МВД России. Член редакционных советов двух, входящих в перечень ВАК журналов: «Вестник Уральского юридического института МВД России», «ПРАВОПОРЯДОК: история, теория, практик», «Юридическая наука и правоохранительная практика»,

## Биография
Родился 7 января 1955 года в городе Челябинске.
В 1986 году окончил Челябинский политехнический институт по специальности «Автомобили и автомобильное хозяйство», квалификация инженер-механик.
В 1991 году окончил с отличием Академию МВД СССР по специальности правоведение (организация управления в сфере правопорядка), квалификация юрист — организатор управления в сфере правопорядка.
Служба в органах внутренних дел с 1978 по 2003 год: дежурный инспектор ГАИ (1978—1980), госавтоинспектор (1980—1984), заместитель командира отдельного дивизиона дорожного надзора (1984—1986), командир дивизиона дорожно-патрульной службы (1986), командир батальона дорожно-патрульной службы (1986—1989), начальник отдела по борьбе с организованной преступностью (1993—1994). заместитель начальника управления кадров УМВД Челябинской области (1994—1999). С 2000 по 2003 год — заместитель начальника ГУВД Челябинской области начальник милиции общественной безопасности. Совершил 11 командировок на Северный Кавказ.
Практический опыт работы в органах внутренних дел 25 лет закалил характер и определил отношение к жизни и окружающим В. И. Майорова — содействие и поддержка в трудных жизненных ситуациях. За что он награждён медалью «За спасение погибавших» (1999) за эвакуацию пассажиров автобуса, заметенного снегом в Троицком районе, который обнаружил с напарником во время патрулирования на вертолете после метели, всех пассажиров перевезли в несколько рейсов в г. Троицк и за спасение двух белорусских водителей, автомашина МАЗ которых загорелась на ходу. За последний случай белорусское правительство прислало в российское МВД благодарность.
Жизнь В. И. Майорова тесно связана с авиацией, срочную службу проходил в качестве летчика-истребителя в учебно-тренировочном авиационном полку, летал в Калачево на Л-29, на МиГ-17, а в конце 80-х стал на службе в милиции первым и единственным, кто наблюдал в Челябинске за дорогой с воздуха. Стаж лётной работы на МИ-2 более шести лет (1979—1985). Он летал на мотодельтаплане и помогал коллегам на земле контролировать дорожное движение.

### Научная карьера
Диплом 1-й степени за работу «Проблемы использования сверхлегкой авиации в деятельности органов внутренних дел» в научном конкурсе Академии МВД СССР (1991).
Памятный знак академии МВД ССР за работу «Влияние космоса на состояние сферы на оперативную обстановку и деятельность органов внутренних дел» в научном конкурсе Академии МВД СССР (1991).
1994 защита кандидатской диссертации на тему: «Организационные и правовые основы межотраслевого управления безопасности дорожного движения (в регионе)».
1997 защита докторской диссертации на тему: «Административно-правовые проблемы управления обеспечением безопасности дорожного движения».
1998 присуждена ученая степень доктор юридических наук.
1999 присвоено ученое звание профессора по кафедре конституционного и муниципального права.
2003 — профессор кафедры «Конституционного и административного права» Южно-Уральского государственного университета.
2004—2005 — заведующий кафедрой «Конституционного и административного права» Южно-Уральского государственного университета.
2005—2010 декан Юридического факультета Южно-Уральского государственного университета.
2010—2014 — проректор по учебной работе Южно-Уральского государственного университета.
Руководитель научных школ конституционно-правовой науки и административно-правовой науки в Южно-Уральском государственном университете и по актуальным проблемам административно-правового регулирования в Южно-Уральском регионе (до 2014).
На кафедре «Конституционного и административного права» благодаря профессору открылось региональное отделение Евразийской Административной Академии наук.
Совместно с Американским Центром по изучению транснациональной преступности и коррупции в Южно-Уральском государственном университете проводятся международные научно-практические конференции по проблемам законодательства и правоприменения в сфере противодействия наркообороту, проблемам противодействия организованной преступности и коррупции.
В 2010 признан челябинским региональным отделением Ассоциации юристов России лауреатом премии «Юрист года» в номинации «Юридическая наука».
2016 патент на промышленный образец № 98837 схема «Модель правового регулирования обеспечения безопасности участников дорожного движения».
2017 патент на промышленный образец № 104722 схема «Модель административно — правового регулирования обязательного страхования гражданской ответственности владельцев транспортных средств, как меры обеспечения безопасности дорожного движения» (Майоров Владимир Иванович, Герштейн Станислав Евгеньевич).
Председатель диссертационного совет Д 212.298.16 Южно-Уральского государственного университета (до 2015).
Член диссертационного совета Д 203.017.02 Краснодарского университета МВД России.
Под руководством В. И. Майорова с 2004 защищено более 30 диссертаций на соискание ученой степени кандидата юридических наук и 3 диссертации на соискание ученой степени доктора юридических наук.

### Общественная деятельность
Председатель общественного совета при ГУ МВД России по Челябинской области.
Член комиссии по вопросам помилования на территории Челябинской области (2015).
Член комиссии по обеспечению безопасности дорожного движения Челябинской области (2016).
Член общественной палаты города Челябинска.
Лауреат общественной премии Челябинска «Признание» «За лучший социально значимый проект» (2012).
Член совета Национальной ассоциации административистов.
Член Небугского клуба административистов.

## Публикации
Автор более 300 научных работ, в том числе 10 монографий, более 20 учебников и учебных пособий, более 120 статей в журналах из списка журналов ВАК. Индекс Хирша — 22, показатель цитируемости — 1837 (по состоянию на 28.04.2021).
Основной сферой научных интересов В. И. Майорова является обеспечение безопасности дорожного движения. Им впервые предложено сферу обеспечения безопасности дорожного движения рассматривать как социотехническую систему, состоящую из подсистем технологического, обслуживающего и управляющего характера. Он представляет её как иерархическую систему, подразделяя на три подсистемы: собственно дорожное движение, подсистема подготовки и обслуживания дорожного движения и высший уровень — подсистема, образуемая органами исполнительной власти. Им даны авторские определения понятий «дорожное движение», «безопасность дорожного движения», «обеспечение безопасности дорожного движения», «сфера дорожного движения» и др. В последние годы В. И. Майоров много занимался разработкой риск-ориентированной концепции обеспечения безопасности участников дорожного движения, предлагая обратить внимание на конкретных участников дорожного движения.
Также области научных интересов В. И. Майорова составляют: административное судопроизводство, административно-юрисдикционная деятельность, административно-правовое регулирование, отдельные вопросы конституционного, таможенного и воздушного права, подготовка юристов и сотрудников органов внутренних дел и многие другие.
Ежегодно труды В. И. Майорова публикуются в ведущих издательствах: «Юрлитинформ», «Юрист», «Эксмо», «Рекпол» и в известных юридических журналах «Административное право и процесс», «Полицейское право», «Транспортное право» и др.
Некоторые работы:
1. В. И. Майоров, Понятие и основы организации безопасности дорожного движения, 1994.
2. В. И. Майоров, Дорожное движение и безопасность, 1997.
3. В. И. Майоров, Основное противоречие дорожного движения, 2008.
4. В. И. Майоров, Системный подход к обеспечению безопасности участников дорожного движения, 2008.
5. В. И. Майоров, Организационные и правовые основы межотраслевого управления обеспечения безопасности дорожного движения, 2009.
6. В. И. Майоров, Государственно-правовое обеспечение безопасности дорожного движения в Российской Федерации : теоретико-прикладные проблемы, 2010.
7. В. И. Майоров, Содержание понятия «безопасность дорожного движения»: теоретические основы, 2012.
8. В. И. Майоров, К вопросу об обеспечении транспортной потребности личности и общества: теоретико-правовой аспект, 2012.
9. В. И. Майоров, С. В. Горовенко, А. К. Костылев, Л. В. Зайцева, О. А. Курсова, Создание системы управления рисками в сфере обеспечения безопасности дорожного движения, 2018.

## Награды
- Нагрудный знак «За отличную службу в МВД» (1988)
- Медаль «За безупречную службу» I степени (1999)
- Медаль «За безупречную службу» II степени (1994)
- Медаль «За безупречную службу» III степени (1988)
- Медаль «За спасение погибавших» (1999)
- Медаль ордена «За заслуги перед Отечеством» II степени (1996)
- Медаль «10 лет Конституции Республики Казахстан»
- Нагрудный знак «Почётный сотрудник МВД» (2000)
- Нагрудный знак «Участник боевых действий» (2001)
- Памятный знак «За заслуги» (2009)
- Благодарность Министра МВД России (2018)